# Sattelmühle (Esthal)
Die Sattelmühle ist ein Weiler, der zur Ortsgemeinde Esthal im rheinland-pfälzischen Landkreis Bad Dürkheim gehört. Er steht unter Denkmalschutz.

## Lage
Die Sattelmühle liegt im Pfälzerwald im Elmsteiner Tal am Speyerbach.

## Anwesen
Die Sattelmühle in ihrer jetzigen Form entstand als Mühlenanwesen im 18. Jahrhundert. Aus dieser entwickelte sich bis ins 20. Jahrhundert ein Weiler, zu dem Wohngebäude, Wirtschaftsgebäude, eine Villa und eine ehemalige Gastwirtschaft gehören.

## Geschichte
1928 hatte der Weiler sechs Wohngebäude mit insgesamt 21 Einwohnern. Die Katholiken gehörten zur Pfarrei Esthal, die Protestanten zu derjenigen von Lambrecht (Pfalz).

## Verkehr

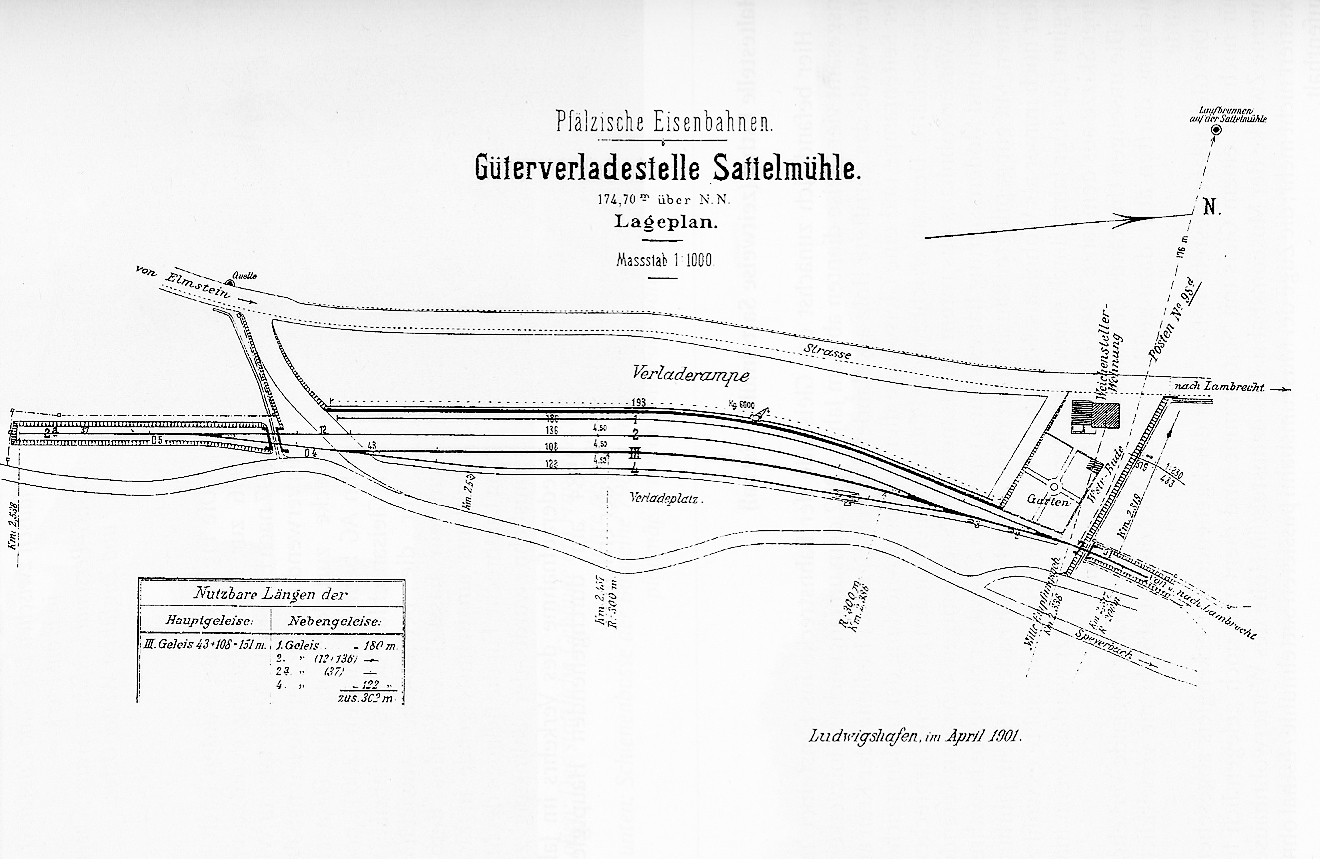
Güterverladestelle Sattelmühle Anfang des 20. Jahrhunderts

1902 wurde ein Stumpfgleis in Betrieb genommen, das vom Bahnhof Lambrecht (Pfalz) zur Sattelmühle führte. Ds Gleis wurde später bis nach Elmstein verlängert, Anfang 1909 eröffnet und Kuckucksbähnel genannt. Aus der bisherigen Güterverladestelle Sattelmühle wurde der Bahnhof Sattelmühle-Esthal. Der Name rührt daher, dass er auch dem rund drei Kilometer weiter westlich befindlichen Kernort Esthal diente. Später wurde er in Esthal umbenannt. Der Personenverkehr wurde 1960 eingestellt und der Güterverkehr Ende der 1970er Jahre.
Seit 1984 wird das Kuckucksbähnel als Museumsbahn betrieben.